# Volkmar Groß
Volkmar Groß (* 31. Januar 1948 in Berlin; † 3. Juli 2014 ebenda) war ein deutscher Fußballtorwart.

## Karriere

### Vereine
Groß, in Berlin geboren, spielte als Achtzehnjähriger zunächst für den Berliner Stadtteilverein Hertha 03 Zehlendorf in der seinerzeit zweitklassigen Regionalliga Berlin, bevor er zur Saison 1967/68 vom Ligakonkurrenten Hertha BSC verpflichtet wurde. Am Ende seiner Premierensaison gewann er mit der Mannschaft die Berliner Meisterschaft, qualifizierte sich mit ihr damit für die Aufstiegsrunde für die Bundesliga, setzte sich mit ihr als Sieger der Gruppe 2 durch und stieg somit in die Bundesliga auf.
Von 34 Bundesligaspielen bestritt er 17 Begegnungen, wobei er erst am 30. Oktober 1968 (12. Spieltag) beim 2:1-Sieg im Heimspiel gegen Hannover 96 debütierte. Er stand in den ersten beiden Bundesligasaisonen im Wettbewerb mit dem acht Jahre älteren österreichischen Nationaltorwart Gernot Fraydl, der nach dem Aufstieg aus den USA verpflichtet wurde. Bis zum Saisonende 1971/72 bestritt er noch weitere 100 Punktspiele in der höchsten deutschen Spielklasse. „Wir verdienten damals 1200 Mark Grundgehalt, in guten Monaten kamen wir mit Prämien auf 3000 Mark,“ sagte er über jene Zeit. Aufgrund des Bundesliga-Skandals, in den er verwickelt war, wurde er in diesem Zusammenhang vom DFB für die Zeit vom 21. Juni 1972 bis 20. Juni 1974 gesperrt und zu einer Geldbuße von 15.000 DM verurteilt.
Daraufhin wechselte er 1972 nach Südafrika zum Kapstadter Hellenic FC, mit dem er an der Seite von den im Bestechungsskandal ebenso involvierten Arno Steffenhagen, Wolfgang Gayer und Jürgen Weber unter dem englischen Trainer Johnny „Budgie“ Byrne den Pokalwettbewerb UTC Bowl und die Vizemeisterschaft gewann.
Zur Saison 1974/75 wechselte er zum niederländischen Erstligisten FC Twente Enschede, für den er 1975 unter anderem in den beiden Endspielen um den UEFA-Cup gegen Borussia Mönchengladbach das Tor hütete.
Zu Jahresbeginn 1977 kehrte er nach Deutschland zurück und bestritt für den Bundesligisten Tennis Borussia Berlin alle Spiele der Rückrunde der Saison 1976/77. In seinem letzten Punktspiel am 21. Mai 1977 (34. Spieltag) erzielte er beim 4:2-Sieg im Heimspiel gegen den 1. FC Kaiserslautern mit dem verwandelten Handelfmeter zum Endstand in der 89. Minute sein einziges Tor. Mit dem Abstieg von Tennis Borussia Berlin wechselte er zum Bundesligisten FC Schalke 04, für den er in zwei Spielzeiten 35 Punktspiele bestritt; sein letztes in der Hinrunde am 16. Dezember 1978 (17. Spieltag) beim 4:4-Unentschieden im Heimspiel gegen Eintracht Braunschweig.
Zum Abschluss seiner Karriere war er von 1979 bis 1983 in der North American Soccer League aktiv und bestritt für die Minnesota Kicks 15 und für die San Diego Sockers 162 Punktspiele, davon 37 in der Hallensaison. Groß wurde mit den San Diego Sockers US-Hallenmeister.

### Nationalmannschaft
Sein einziges Länderspiel bestritt er am 22. November 1970 in Piräus beim 3:1-Sieg gegen die Auswahl Griechenlands.

## Sonstiges
Nach seiner aktiven Zeit blieb er zunächst in den USA, wo er sich als Torwarttrainer und später Automobilverkäufer betätigte. Ende 2003 kehrte er zurück nach Berlin, wo er die Sportbar „Volkmars Tor“ in Berlin-Charlottenburg eröffnete. 2008 wurde bei ihm Prostata-Krebs diagnostiziert. Im Verlauf der Jahre bereitete ihm aufgrund von COPD auch zusehends das Atmen Beschwerden. Groß, der sich lange Zeit in der Fanszene von Hertha BSC engagierte, starb am 3. Juli 2014 im Alter von 66 Jahren nach langer schwerer Krankheit.